# Um Tiro no Escuro
Um Tiro no Escuro é um filme português de 2005, realizado por Leonel Vieira e produzido por Tino Navarro.
Este filme foi seleccionado pelo Festival de Shanghai.

## Elenco
- Joaquim de Almeida - Rafael
- Vanessa Mesquita - Verónica
- Filipe Duarte - Engenheiro
- Ivo Canelas - Brocas
- Raquel Maria - Mãe Metralha